# Сомершаф, Борис Леонидович
Бори́с Леони́дович Сомерша́ф (пол. Borys Somerschaf; род. 5 апреля 1968, Москва) — польский дирижёр, композитор, певец и аранжировщик.

## Биография
Борис Сомершаф родился в Москве, в семье с музыкальными традициями, с еврейскими  и польскими корнями. Его отец — архитектор Леонид Борисович Сомершаф (1936—1994, родом из Херсона) — участвовал в проекте постройки посольства Польской республики в Москве между улицей Климашкина и Большим Тишинским переулком, а также посольства РФ в Варшаве. Мать — Мария Ричардовна Сомершаф (род. 1939) — дочь сценографа Ричарда Потоцкого (1915—1975) и режиссёра анимационного кино Сарры Яковлевны Мокиль, сестра актрисы Малгожаты Потоцкой. Племянник звукорежиссёра Яна Потоцкого.
В 1974—1975 годах учился в школе № 165; с 1975 по 1986 год учился в Московском хоровом училище имени А. В. Свешникова. В 1986—1991 годах учится в Московской государственной консерватории имени П. И. Чайковского у профессора  Бориса Тевлина. В 1991 году уезжает в Польшу, где с 1991 по 1996 год учится в Музыкальном университете имени Фредерика Шопена. В 1991—1997 годах — дирижёр и художественный руководитель вокального ансамбля «In Corpore». В 90-х годах, как баритон Сомершаф участник ансамбля старинной музыки «Cantus Firmus», с которым он участвовал во многих концертах, конкурсах, записях и гастролях. В 1996—1998 годах — дирижёр «Collegium Musicum» («Коллегиум Музикум») в Варшавском университете. Начиная с 1999 года, Борис Сомершаф является дирижёром и художественным руководителем мужского вокального ансамбля «Kairos» («Кайрос»), с 2016 года — главный дирижёр Варшавского межинститутского хора. Он также написал музыку для многих театральных постановок, документальных фильмов и телесериалов.
В 1997—2001 годах, будучи руководителем хора и солистом, участвовал в записи польских версий мультфильмов для детей: Анастасия, Мулан, Принц Египта, История игрушек 2, Король Лев 2, Покахонтас 2, Бэмби, Горбун из Нотр-Дама, Гринч — похититель Рождества, Красавица и Чудовище и другие. Сомершаф  автор музыки для польских телесериалов, телевизионных программ и документальных фильмов, таких как, «Czapla i żuraw» («Цапля и журавль») — 1994 год; «Miodowe lata» («Медовые годы») — телевизионный сериал 1998—2003 год; «Klasa na obcasach» («Класс на каблуках») — телевизионный сериал 2000—?; «Życie dla życia» («Жизнь для жизни») — 2001 год; «Strażnik minionego czasu» («Хранитель прошедшего времени») — 2003 год; «Całkiem nowe lata miodowe» («Совершенно новые годы медовые») — телевизионный сериал 2004—?; «Dusza słowiańska w bezdusznych czasach» («Славянская душа в бездушные времена») — 2005 год.
Сомершаф известен как исполнитель русских романсов XIX-XX века, записал два компакт-диска с ними, в 2005  и 2010 годах. Как вокалист, аранжировщик и дирижёр, принимал участие в записи польской классической музыки. Более десяти лет ведёт вокальные мастерклассы в Варшаве, Люблине, Гданьске, Кракове и др. польских городах.
С 1991 года живёт и работает в Варшаве.